# Фільмографія Джима Керрі
Джим Керрі — канадсько-американський актор і комік, який знявся в низці художніх фільмах, телевізійних фільмах/серіалах, а також в одній відеогрі. Керрі входить в топ-50 найкасовіших акторів усіх часів з загальними зборами понад 6.2 млрд. доларів (≈ 4.8 млрд. де Керрі у головній ролі). Найкасовіший фільм за його участю — «Їжак Сонік 3». Першу головну роль отримав у короткометражному телевізійному серіалі «Качина фабрика» у 1984 році, де зіграв молодого мультиплікатора. Його першою головною роллю в кіно став комедійний фільм жахів «Одного разу укушений» (1985), в якому Лорен Гаттон зіграла графиню-вампіршу, а Керрі — її жертву. Потім знімався у другорядних ролях в фільмах «Пеггі Сью вийшла заміж» (1986) і «Земні дівчата легкодоступні» (1988). У 1990 році Керрі отримав відчутний поштовх у кар'єрі, зігравши у серіалі «У яскравих барвах» (1990-1994) на каналі Fox, де він продемонстрував свій характерний акторський стиль.
1994 рік став для Керрі проривним: він отримав головну роль у фільмі «Ейс Вентура: Розшук домашніх тварин» Тома Шедьяка, де зіграв дурнуватого детектива, який спеціалізується на злочинах, пов'язаних із тваринами. Фільм заробив у прокаті понад 212 млн. доларів і отримав сиквел у наступному році — «Ейс Вентура 2: Поклик природи». У 1994 році також вийшли два комерційно успішних комедії: «Маска» з Кемерон Діаз та «Тупий та ще тупіший» з Джеффом Денієлсом. Фільми зібрали 351 млн. і 247 млн. доларів відповідно і зробили Керрі зіркою. Серед інших робіт 90-х: виконав головну роль у комедіях «Кабельник» (1996), «Брехун, брехун» (1997) та другорядну у «Бетмен назавжди» (1995), а також головну роль у драмедіях «Шоу Трумена» (1998) і «Людина на Місяці» (1999). За «Шоу Трумена» Керрі отримав свій перший «Золотий глобус» в категорії Найкраща чоловіча роль у кінодрамі, а за «Людину на Місяці» другий — за найкращу чоловічу роль у комедії або мюзиклі.
У 2000 році Джим повернувся до комедій, знявшись у «Я, знову я та Ірен» братів Фарреллі, який отримав змішані відгуки, але мав успіх у прокаті. Того ж року Керрі зобразив головного лиходія у різдвяній стрічці «Як Грінч вкрав Різдво».
У 2003 році Керрі співпрацював з Томом Шедьяком втретє, знявшись у комедії «Брюс Всемогутній» разом з Дженніфер Еністон та Морганом Фріменом, де він зобразив телевізійного новинаря, який несподівано отримує всемогутність. Довгий час «Брюс Всемогутній» лишався найкасовішим фільмом актора, пер ніж цей титул перейшов до «Їжак Сонік 3» у 2024. У 2004 році зіграв роль у високо оціненій критиками романтичній драмі «Вічне сяйво чистого розуму», написаній Чарлі Кауфманом і знятій Майклом Гондрі. Він отримав свою четверту номінацію на премію «Золотий глобус», а також був вперше номінований на премію BAFTA як найкращий актор у головній ролі.
У 2010-х він зіграв «Полковника Зірки і смуги» в чорному комедійному супергеройському фільмі «Пипець 2» (2013) та повернувся до ролі Ллойда Крістмаса у «Тупому та ще тупішому 2» (2014), а в 2020-х — лиходія Доктора Еґмана у «Їжаку Соніку» (2020), «Їжаку Соніку 2» (2022) та «Їжаку Соніку 3» (2024).
У квітні 2022 року повідомив, що закінчує кар'єру, пояснивши це так: "Мені достатньо. Я зробив достатньо. Мене достатньо".

## Фільми
| Рік  | Назва                              | Роль                             | Примітка                         |
| ---- | ---------------------------------- | -------------------------------- | -------------------------------- |
| 1983 | Сімейний час сексу і насилля       | різні ролі                       | Direct-to-video; також сценарист |
| 1983 | Усе на гарний смак                 | Ральф Паркер                     |                                  |
| 1984 | Чур, моє!                          | Лейн Бідлкофф                    |                                  |
| 1985 | Одного разу укушений               | Марк Кендалл                     |                                  |
| 1986 | Пеггі Сью вийшла заміж             | Волтер Гетц                      |                                  |
| 1988 | Гра в смерть                       | Джонні Сквейрес                  |                                  |
| 1988 | Земні дівчата легкодоступні        | Віплок                           |                                  |
| 1989 | Рожевий «Кадиллак»                 | комедіант                        |                                  |
| 1992 | Нерви на межі                      | Смерть                           |                                  |
| 1992 | Павучок Ітсі-Бітсі                 | винущувач комах                  | озвучення                        |
| 1994 | Ейс Вентура                        | Ейс Вентура                      | також співсценарист              |
| 1994 | Маска                              | Стенлі Іпкіс / Маска             |                                  |
| 1994 | Тупий та ще тупіший                | Ллойд Крістмас                   |                                  |
| 1995 | Бетмен назавжди                    | Едвард Ніґма / Загадник          |                                  |
| 1995 | Ейс Вентура 2                      | Ейс Вентура                      |                                  |
| 1996 | Кабельник                          | Ерні Дуглас                      |                                  |
| 1997 | Брехун, брехун                     | Флетчер Рід                      |                                  |
| 1998 | Шоу Трумена                        | Трумен Бербанк                   |                                  |
| 1998 | Саймон Бірч                        | дорослий Джо Вентворт            |                                  |
| 1999 | Людина на Місяці                   | Енді Кауфман                     |                                  |
| 2000 | Я, знову я та Ірен                 | Чарлі Бейлігейтс / Генк Еванс    |                                  |
| 2000 | Як Грінч украв Різдво              | Ґрінч                            |                                  |
| 2001 | Маджестік                          | Пітер Еппелтон                   |                                  |
| 2003 | Брюс Всемогутній                   | Брюс Нолан                       | також продюсер                   |
| 2003 | Пекановий пиріг                    | водій                            | короткометражний                 |
| 2004 | Вічне сяйво чистого розуму         | Джоел Беріш                      |                                  |
| 2004 | Лемоні Снікет: 33 нещастя          | Граф Олаф                        |                                  |
| 2005 | Аферисти Дік та Джейн              | Річард «Дік» Гарпер              | також продюсер                   |
| 2007 | Число 23                           | Волтер Сперроу                   |                                  |
| 2008 | Хортон                             | Хортон                           | озвучення                        |
| 2008 | Завжди кажи «Так»                  | Карл Аллен                       |                                  |
| 2009 | Я кохаю тебе, Філліпе Моріс        | Стівен Джей Рассел               |                                  |
| 2009 | Різдвяна історія                   | Ебенезер Скрудж / Духи Різдва    | озвучення та захоплення руху     |
| 2011 | Пінгвіни містера Поппера           | Том Поппер                       |                                  |
| 2013 | Неймовірний Берт Вандерстоун       | Стів Грей                        |                                  |
| 2013 | Пипець 2                           | «Полковник Зірки і Смуги»        |                                  |
| 2013 | Телеведучий: Легенда продовжується | ведучий Скотт Райлс              | камео                            |
| 2014 | Тупий та ще тупіший 2              | Ллойд Крістмас                   |                                  |
| 2016 | Погана партія                      | Пітер                            |                                  |
| 2016 | Справжні злочини                   | Тадек                            |                                  |
| 2020 | Їжак Сонік                         | Доктор Айво «Еґман» Роботнік     |                                  |
| 2022 | Їжак Сонік 2                       | Доктор Айво «Еґман» Роботнік     |                                  |
| 2024 | Їжак Сонік 3                       | Доктор Еґман / Джеральд Роботнік | також художній консультант       |

## Телебачення
| Рік       | Назва                                                                    | Роль                           | Примітка                                   |
| --------- | ------------------------------------------------------------------------ | ------------------------------ | ------------------------------------------ |
| 1980      | The All-Night Show                                                       | додаткові голоси               | телефільм                                  |
| 1981      | Гумове обличчя                                                           | Тоні Мороні                    | телефільм                                  |
| 1983      | Гора Куппер                                                              | Боббі Тодд                     | телефільм                                  |
| 1984      | Буффало Білл                                                             | пародист Джеррі Льюїса         | Епізод: "Jerry Lewis Week"                 |
| 1984      | Качина фабрика                                                           | Скіп Таркентон                 | 13 епізодів                                |
| 1989      | Майк Гаммер: Низка вбивств                                               | Бред Пітерс                    | телефільм                                  |
| 1990–1994 | У яскравих барвах                                                        | Fire Marshall Bill             | 125 епізодів                               |
| 1991      | Jim Carrey: Unnatural Act                                                | стендапер                      | Стендап-спешл; також продюсер та сценарист |
| 1992      | Життя на Мапл Драйв                                                      | Тім Картер                     | телефільм                                  |
| 1992      | Вулиця Сезам                                                             | гість                          | Епізод: "3023"                             |
| 1996      | Суботнього вечора в прямому ефірі                                        | гість                          | 21-й сезон, 20-й епізод                    |
| 1998      | Шоу Ларрі Сандерса                                                       | гість                          | Епізод: "Flip"                             |
| 1999      | 100 найвизначніших зірок американського кіно за 100 років за версією AFI | один з оголошувачів            | спецвипуск на CBS                          |
| 2011      | Офіс                                                                     | кандидат на посаду менеджера   | Епізод: "Search Committee"                 |
| 2011      | Суботнього вечора в прямому ефірі                                        | гість                          | 36-й сезон, 11-й епізод                    |
| 2012      | 30 потрясінь                                                             | Дейв Вільямс                   | Епізод: "Leap Day"                         |
| 2014      | Суботнього вечора в прямому ефірі                                        | гість                          | 40-й сезон, 4-й епізод                     |
| 2015      | Saturday Night Live 40th Anniversary Special                             | Метью Макконагі                | спецвипуск на NBC                          |
| 2018–2020 | Жартую                                                                   | Джефф Піккірілло / Джефф Піклз | 20 епізодів; також виконавчий продюсер     |
| 2020      | Суботнього вечора в прямому ефірі                                        | Джо Байден                     | 6 епізодів                                 |

## Документальні
| Рік  | Назва                                               |
| ---- | --------------------------------------------------- |
| 1994 | Masters of Illusion: The Wizards of Special Effects |
| 1995 | A Comedy Salute to Andy Kaufman                     |
| 1995 | Jim Carrey Spotlight                                |
| 1998 | Junket Whore                                        |
| 1998 | In My Life                                          |
| 1999 | Pesel Ha'Zahav                                      |
| 2000 | Jim Carrey Uncensored                               |
| 2001 | America: A Tribute to Heroes                        |
| 2001 | The Concert for New York City                       |
| 2009 | Under the Sea 3D                                    |
| 2011 | Conan O'Brien Can't Stop                            |
| 2011 | The Love We Make                                    |
| 2017 | Jim & Andy: The Great Beyond                        |
| 2018 | The Zen Diaries of Garry Shandling                  |
| 2018 | Робін Вільямс: Зазирни в мою душу                   |

## Музичні відео
| Рік  | Виконавець   | Пісня                             | Примітка                                       |
| ---- | ------------ | --------------------------------- | ---------------------------------------------- |
| 1994 | Tone Loc     | "Ace Is In The House"             | З'являється в сценах фільму Ейс Вентура        |
| 1994 | Джим Керрі   | "Cuban Pete (C&C Pop Radio Edit)" | З'являється в сценах фільму Маска              |
| 1995 | Seal         | "Kiss from a Rose"                | З'являється в сценах фільму Бетмен назавжди    |
| 1999 | R.E.M.       | "The Great Beyond"                | З'являється в сценах фільму Людина на Місяці   |
| 2000 | Foo Fighters | "Breakout"                        | З'являється в сценах фільму Я, знову я та Ірен |
| 2022 | Kid Cudi     | "Stars in the Sky"                | З'являється в сценах фільму Їжак Сонік 2       |
| 2022 | The Weeknd   | "Out of Time"                     |                                                |

## Відеоігри
| Рік  | Назва                     | Роль      |
| ---- | ------------------------- | --------- |
| 2004 | Лемоні Снікет: 33 нещастя | Граф Олаф |

## Web
| Рік  | Назва                 | Роль           | Примітка |
| ---- | --------------------- | -------------- | -------- |
| 2010 | Президентська зустріч | Рональд Рейган | [ 10 ]   |